# Infinity (banda)
Infinity é uma banda norueguesa de eurodance/bubblegum pop formada em meados dos anos 90, e sendo atualmente liderada pelos músicos Kjell Gabriel Henriksen e Birgitte Moe. Eles são mais conhecidos pelos seus hits "Feeling Good" e "Happy", ambos atingiram o top 10 na Noruega. A banda já lançou dois álbuns: "www.happy-people.net" que foi lançado em 1999 e atingiu a posição de número 2 na VG-lista, e "Naked in the Rain" lançado em 2001.
A banda foi formada em 1995 sob o nome de Barbie-Q, consistindo de dois rappers e uma cantora. Birgitte Moe estava trabalhando como caixa em uma padaria em um shopping center, enquanto Kjell Gabriel Henriksen (nascido Kjell-Gabriel Eikli Hendrichs em 1974) estava trabalhando em uma loja de discos no mesmo shopping center. Eles se conheceram na padaria e começaram a falar sobre formar uma banda. Birgitte já tinha feito audição para outra banda norueguesa chamada Devotion e perguntou a Kjell se ela pudesse cantar para sua banda. Depois que Birgitte se juntou à banda, eles tiveram que mudar seu nome para Infinity para evitar problemas com direitos autorais.
Em 2007, o Infinity participou da semifinal do concurso Norwegian National Eurovision Song (Melodi Grand Prix) com a música "Hooked on You", ganhando um dos dois pontos da semifinal para a final norueguesa em fevereiro. No entanto, eles não foram selecionados como a entrada da Noruega no Eurovision Song Contest. Em uma entrevista, o Budstikka contou que eles haviam planejado um retorno por um longo tempo e que ainda havia muitas músicas legais esperando para serem lançadas, no entanto, isso não aconteceu (exceto um relançamento do seu single de 1998, Happy em 2010). Eles não lançaram nenhum material novo desde o "Hooked on You". No entanto, a banda ainda está ativa e atualmente está participando das turnês We Love the 90’s, em conjunto com outros projetos.

## Discografia

### Álbuns
- 1999: www.happy-people.net
- 2001: Naked in the Rain

### Singles
- "Happy" (1998)
- "Feeling Good" (1998)
- "Makin’ Out" (1998)
- "This Time It's For Real" (1999)
- "Boys & Girls" (2000)
- "1-2-3-4" (2001)
- "Naked in the Rain" (2001)
- "Sleepin' My Day Away" (2001)
- "Hear Me Out" (2002)
- "Pink Panther" (2003)
- "Hooked on You" (2007)
- "Happy 2010" (2010)
- "Rainbow Sky" (2016)